# 1995年至1996年英格蘭足總盃
1995/96球季英格蘭足總盃（英語：FA Cup），是第115屆英格蘭足總盃，今屆賽事的冠軍是曼聯，他們在決賽以1:0擊敗利物浦，奪得冠軍。
曼聯同時是本土聯賽雙料冠軍。

## 外部連結
1. 英格蘭足總盃官網Archive-It的存檔，存档日期2012-04-24
2. 英格蘭足總盃 歷屆冠軍（页面存档备份，存于）